# Veľký bok
Veľký bok (1727 m) – wybitny szczyt w środkowej części grupy Kráľovohoľské Tatry w Niżnych Tatrach na Słowacji. Znajduje się w ich bocznym grzbiecie, odbiegającym od szczytu Zadná hoľa na północ. Przez szczyt biegnie granica administracyjna między gminami Východná (obejmuje część północno-wschodnią masywu) i Malužiná (obejmuje część południowo-zachodnią).
Veľký bok jest zwornikiem. W kierunku północno-zachodnim odbiega od niego poprzez Malẏ Bok (1534 m) długi boczny grzbiet z wieloma szczytami. Podobne ramię odchodzi w kierunku wschodnim, a następnie północno-wschodnim, przez szczyty Nemecká (1535 m) i Holica (1575 m), rozdzielając się następnie na kilka grzbietów schodzących na północ i wschód ku dolinom Czarnego Wagu i uchodzącej do niego Ipolticy.
Wschodnie, najbardziej strome stoki kopuły szczytowej góry opadają ku bezwodnej zwykle dolince, uchodzącej do doliny Svarínki, północne – do dolinki którą spływa Bystrý potok (Bystrá dolina), również uchodzący do Svarínki. Stoki zachodnie i południowe opadają ku dolinie Hodrušy. Jedynie stoki południowo-wschodnie rozległego plateau podszczytowego (ok. 1670 m n.p.m.), położonego na południowy wschód od wierzchołka, opadają ku dolinie Ipolticy.
Szczytowe partie góry oraz odchodzące od niej grzbiety zbudowane są z mezozoicznych ze skał osadowych. Są to głównie szare, margliste wapienie, margle i margliste łupki, pochodzące z przełomu jury i kredy. Na stokach południowo-zachodnich, poniżej poziomicy 1400–1500 m n.p.m., ciągnie się pas starszych skał triasowych. Dolinka, opadająca spod wierzchołka na wschód (i dalej na północny wschód), wypełniona jest sedymentami glacjalnymi z młodszego plejstocenu, w postaci żwirów, gruzowisk i złomisk większych bloków skalnych.
Szczyt to rozległy skalno-trawiasty płaskowyż o długości około 1 km. Dawniej była tutaj wielka hala pasterska. Po utworzeniu Parku Narodowego Niżne Tatry pasterstwo zniesiono i hala zaczyna stopniowo zarastać świerkami i kosodrzewiną. Zbocza porasta las świerkowy, który jednak został w dużej części zniszczony przez silne wichury, a następnie przez gradację kornika drukarza tak, że obecnie znaczna część zboczy to wiatrołomy.
W latach 1936–1944 w przełęczy pod Veľkým bokom, oddzielającej ten szczyt od Zadnéj holi, istniało schronisko turystyczne, wybudowane przez Klub československých turistov z Pragi. Zostało ono spalone 26 grudnia 1944 r. przez Niemców.
Veľký bok jest wyższy od pobliskich szczytów w głównym grzbiecie Niżnych Tatr, dzięki temu stanowi dominujący element w tej części gór i jest doskonałym punktem widokowym. Jednak znajduje się daleko od osad ludzkich i schronisk turystycznych, wyjście na jego szczyt i powrót to całodzienna, wyczerpująca wędrówka, polecana dla wytrwałych i lubiących odludne miejsca turystów. Szlak turystyczny jest orientacyjne mylny, należy też uważać na niedźwiedzie. Widoki ze szczytu obejmują łańcuch Niżnych Tatr od Dziumbiera i Chopoka po szczyt Kráľova hoľa, Kotlinę Liptowska i okoliczne pasma górskie.

## Szlaki turystyczne
Kráľova Lehota, Svarin – Svarinska dolina – Pod Chmelincom – Veľký bok. Suma podejść 1112 m, czas przejścia 4.30 h.
  Veľký bok – Sedlo pod Veľkým bokom – Zadná hoľa. Suma podejść 115 m, zejść 272 m, czas przejścia 1.15 h